# T-50
De T-50 was een lichte tank gebouwd aan het begin van de Tweede Wereldoorlog door de Sovjet-Unie. De tank was voor zijn tijd erg modern, maar was daardoor ook erg duur om te produceren. Er werden maar ongeveer 65 tanks gemaakt.

## Geschiedenis
Het Rode Leger liep achter qua tankproductie en wilde dit inhalen en tanks produceren. De meeste Russische tanks waren afgeleid van buitenlandse tanks. Daarom werd begonnen aan het produceren van een geheel eigen Russische tank, dit werd de T-50.
De T-50 werd ontwikkeld als Infanterie ondersteunende tank. Het lichte gewicht en daardoor hogere snelheid was voor die taak ideaal.
Vanwege de erg hoge kosten (de tank was voor die tijd erg modern) werd het project stopgezet.

## T-50 in musea
Voor zover bekend hebben maar twee T-50 tanks de oorlog overleefd. In het Finse Parola staat één T-50, een andere bevindt zich in het Russische Koebinka, een plaats nabij Moskou.